# Marcelin Maurel
Pour les articles homonymes, voir Maurel.
Marcelin Maurel est un homme politique français né le 16 mai 1807 à Vence (Alpes-Maritimes) et décédé le 24 mars 1877 à Vence.
Avocat, maire de Vence, il est député du Var de 1848 à 1849, siégeant à droite.